# Karsznice (Łęczyca)
Pour les articles homonymes, voir Karsznice.
Karsznice (prononciation [karʂˈnit͡sɛ]) est un village de la gmina de Góra Świętej Małgorzaty, du powiat de Łęczyca, dans la voïvodie de Łódź, situé dans le centre de la Pologne.
Il se situe à environ 4 kilomètres au sud-est de Góra Świętej Małgorzaty (siège de la gmina), 12 kilomètres à l'est de Łęczyca (siège du powiat) et 29 kilomètres au nord de Łódź (capitale de la voïvodie).

## Administration
De 1975 à 1998, le village était attaché administrativement à l'ancienne voïvodie de Płock.

Depuis 1999, il fait partie de la nouvelle voïvodie de Łódź.